# Kodifizierung
Kodifizierung bezeichnet die Sammlung und die Aufnahme von Normen in ein nachschlagbares, schriftliches Regelwerk, etwa im Bereich sozialer oder sprachlicher Normen.
Kodifizierung (auch Wissenskodifizierung) im Bereich des Wissensmanagements bezeichnet den dokumentenbasierten Wissensaustausch: Explizites Wissen wird adressatengerecht aufgezeichnet und für die Wiederverwendbarkeit gespeichert (z. B. in Datenbanken, Video- oder Ton-Aufnahme oder Wikis).